# Jenkinshelea blantoni
Jenkinshelea blantoni är en tvåvingeart som beskrevs av Eileen D. Grogan och Wirth 1977. Jenkinshelea blantoni ingår i släktet Jenkinshelea och familjen svidknott.
Artens utbredningsområde är Florida. Inga underarter finns listade i Catalogue of Life.